# Yoon Deok-yeo
Yoon Deuk-yeo (ur. 25 marca 1961) – były południowokoreański piłkarz występujący na pozycji obrońcy.

## Kariera klubowa
Yoon zawodową karierę rozpoczynał w 1984 roku w klubie Hanil Bank. Spędził tam dwa sezony, w ciągu których w barwach Hanil zagrał 45 razy. W 1986 roku odszedł do zespołu Hyundai Horang-i. W 1988 roku oraz w 1991 roku wywalczył z nim wicemistrzostwo Korei Południowej. W 1992 roku przeniósł się do POSCO Atoms. W tym samym roku zdobył z nim mistrzostwo Korei Południowej. W 1992 roku zakończył również karierę z liczbą 7 spotkań dla POSCO.

## Kariera reprezentacyjna
W reprezentacji Korei Południowej Yoon zadebiutował w 1989 roku. W 1990 roku został powołany do drużyny narodowej na Mistrzostwa Świata. Wystąpił na nich w pojedynkach z Hiszpanią (1:3) oraz Urugwajem (0:1), a w meczu z Urugwajem otrzymał czerwoną kartkę. Z tamtego mundialu Korea Południowa odpadła po fazie grupowej. W latach 1989–1991 w drużynie narodowej Yoon rozegrał w sumie 31 spotkań.